# Сол Белоу
Сол Белоу (енгл. Saul Bellow; Монтреал, 10. јун 1915 — Бруклин, 5. април 2005) био је амерички књижевник. За свој књижевни рад Белоу је добио Пулицерову награду, Нобелову награду за књижевност и Националну медаљу за уметност. Он је једини писац који је три пута освојио Националну награду за књижевност, и добио је медаљу за животно дело Националне фондације за књигу за изузетан допринос америчкој књижевности 1990. године.
Према речима шведског Нобеловог комитета, његово писање је показивало
Мешавину богатог пикарског романа и суптилне анализе наше културе, забавних авантура, драстичних и трагичних епизода у брзом низу испресецаних филозофским разговором, а све то развија коментатор са духовитим језиком и продорним увидом у спољашње и унутрашње компликације којe нас подстичу на деловање, или нас спречавају да делујемо, и то се може назвати дилемом нашег доба.
Његова најпознатија дела су Авантуре Оги Марча, Хендерсон Краљ кише, Херцог, Планета господина Самлера, Искористи дан, Хумболтов дар и Равелштајн.
Белоу је изјавио да је од свих његових ликова, Јуџин Хендерсон, из Хендерсона краља кише, био најсличнији њему. Белоу је одрастао као имигрант из Квебека. Како то описује Кристофер Хиченс, Белоуова фикција и главни ликови одражавају његову сопствену чежњу за трансценденцијом, битку „да се превазиђу не само услови у гету већ и гето психозе.” Деканов децембар, назван „великим лудостима 20. века“. Ова трансценденција „неизрециво суморног“ (фраза из Dangling Man) постиже се, ако се уопште може постићи, „свирепом асимилацијом учења“ (Хиченс) и истицањем племенитости.

## Биографија
Рођен као четврто дете имиграната јеврејског порекла, рођен близу Монтреала у Квебеку и одрастао у Чикагу. Његови родитељи су се 1913. доселили из Петрограда Русија у Канаду. He had three elder siblings - sister Zelda (later Jane, born in 1907), brothers Moishe (later Maurice, born in 1908) and Schmuel (later Samuel, born in 1911). До своје девете године живео је у сиромашном делу Монтреала настањеном Русима, Пољацима, Украјинцима, Грцима и Италијанима. Још од детињства био је под утицајем јидиша и хебрејског језика, касније је био и познавалац француског. Његова породица преселила се у Чикаго 1924. када је имао девет година; тамо је одрастао и завршио колеџ а затим је неколико година провео у Њујорку да би се поново вратио у Чикаго као професор. Студирао је антропологију и социологију на универзитетима америчког средњег Запада, а касније је и предавао на Принстону, Универзитету Чикаго и Универзитету Њујорк.
Поред романа, писао је и драме, критичке чланке и краћа прозна дела. На почетку каријере био је под утицајем Лава Троцког. Касније се бавио и проучавањем културе и традиције руско-јеврејског наслеђа. Његова дела су га представила као јеврејско-америчког писца, постала су веома значајна у америчкој књижевности после Другог светског рата. Белоу се бави тематиком модерног урбаног човека, кога је друштво оштетило, али чија је душа остала недирнута; његова оригиналност је делом у културној софистицираности, а делом у уличној мудрости. У књижевном смислу, поштовао је Драјзера, Фокнера и Хемингвеја али и Сервантеса, Балзака и Толстоја. Критичари су га сврставали међу велике реалистичке писце, следбенике Драјзера и америчке урбане натуралистичке традиције.
Пажњу критике скрену је већ првим романима „Човек у очекивању“ и „Жртва“ а трећи роман „Авантуре Огија Марча“ га је већ уврстио међу значајне писце његовог времена. Шездесете године су биле ера великих политичких и друштвених промена у Америци које су знатно утицале и на уметност. То је деценија у којој се амерички роман окреће фантастичким чињеницама.
Био је у посети Србији, где је посетио Београд и манастир Милешеву. Према једног анегдоти, током пута ка Београду је у Рашкој морао сачекати један час док се није завршило свадбено коло младожење Милисава Савића.
Године 1975. добио је Пулицерову награду за роман „Хумболтов дар“.
„За разумевање људске природе и за суптилне анализе савремене културе које прожимају његово целокупно дело“ Сол Белоу је 1976. добио Нобелову награду за књижевност.
Уз Вилијема Фокнера сматра се најзначајнијим и „најтемељнијим" романсијером модерне америчке књижевности 20. века {{|чињеница}}. Тема готово сваког његовог дела је „смрт као изазов“ коју је још као млад „два пута случајно избегао“. Његови описи у делима често пролазе границе стварног, па се сукоби појединаца или група претварају тада у симболе отуђености, са тескобама у душама и подсвесним кривицама које расна мржња често изазива.
У говору након добијања Нобелове награде 12. децембра 1976., рекао је: „Нобелова награда није учинила срећним ни једног америчког добитника, нарочито не књижевника. Синклер Луис и Џон Стајнбек одмах су постали невероватно суморни, а што се тиче Ернеста Хемингвеја, он је тада и престао да пише“! Поред тога Белоу је тада цитирао Алена Роб-Гријеа који је рекао да роман ликова у целини припада прошлости и поставио је питање мора ли писац нужно да прекине с испитивањем ликова. Уметност се, по Белоу, нужно бави средишњим човековим енергијама а из те борбе у средишту произлази велика, болна жеља за ширим, флексибилнијим, потпунијим, смисленијим, свеобухватнијим приказом шта смо ми као људска бића, ко смо и чему служи овај живот. У том смислу, лик је фундаментална компонента која омогућава писцу да се бави оним што је у средишту општег занимања, а то је човечанство које покушава да у нереду и тами установи да ли ће да опстане или пропадне. Збор тог разлога романописац се не може да одрекне свих оних ствари које чине човека - његов карактер, човечност, историчност, потребу за културом, схватање света, његове чињеничности (материјалности) итд.
Умро је 5. априла 2005. у Бруклину (Масачусетс, САД).
Изабрана дела Сола Белоу објављена су у Сарајеву у 7 књига 1990. Издавачи су били Веселин Маслеша и Свјетлост.

## Политичко гледиште
Како је одрастао, Белоу се одлучно удаљио од левичарске политике и поистоветио се са културним конзервативизмом. Његови противници су обухватали феминизам, кампуски активизам и постмодернизам. Белоу се такође удубио у често спорну област јеврејских и афроамеричких односа. Белоу је био критичан према мултикултурализму и, према Алфреду Казину, једном рекавши: „Ко је Зулу Толстој? Папуански Пруст? Било би ми драго да га прочитам.“ Белоу се донекле дистанцирао од ових опаски, које је окарактерисао као „очигледно ван оквира и свакако педантичке“. Он је, међутим, остао при својој критици мултикултурализма, пишући:
У сваком разумно отвореном друштву, апсурд ситне мисаоно-полицијске кампање изазване бесмисленим увећањем „дискриминаторних“ примедби о Папуанцима и Зулуима би се смејао. Бити озбиљан у овом фанатичном стилу је нека врста стаљинизма – стаљинистичке озбиљности и оданости партијској линији које се старији грађани попут мене превише добро сећају.

## Одабрана дела
- „Човек у очекивању“ (Dangling Man) (1944),
- „Жртва“ (Victim) (1947),
- „Авантуре Огија Марча“ (The Adventures Augie March) (1953), за који је добио Националну награду за најбољи роман.[26]
- „Не пропусти дан“ (Seize the Day) (1956),
- „Хендерсон, краљ кише“ (Henderson the Rain King) (1959),
- „Херцог“ (Herzog) (1964),[27]
- „Планета господина Самлера“ (Mr. Sammler's Planet) (1970), Национална награда за најбољи роман.[28]
- „Хумболтов дар“ (Humboldt' Gift) (1975), за који је добио Пулицерову награду.[29]
- „Динов децембар“ (The Dean's December) (1982),
- „Више их умире од туге“ (More Die oh Heartbreak) (1987),
- „Крађа“ (A Theft) (1988)
- „Веза Белароса“ (The Bellarosa Connection) (2002)
- „Ревелштајн“ (2002)